# Dilkon, Arizona
Dilkon je naselje Navaho Indijanaca smješteno na potpuno bezvodnom kraju na visoravni Colorado i naseljeno područje za statističke svrhe u američkoj saveznoj državi Arizona. Prema popisu stanovništva iz 2010. u njemu je živjelo 1.184 stanovnika, poglavito Navaha.